# Kasturba Gandhi
Kasturba Ghandi (Porbandar l'11 d'abril de 1869 - 22 de febrer de 1944) va ser l'esposa de Mohandas Gandhi, i activista política al seu costat.
Es va casar amb Mohandas Gandhi quan ella tenia només tretze anys. En el moment del seu matrimoni, Kasturba era una analfabeta absoluta. Gandhi li va ensenyar a llegir i escriure. Quan el seu marit se'n va anar a Londres per prosseguir estudis, va romandre a l'Índia per a la criança dels seu fill Harilal. La parella va tenir tres fills més. L'any 1897 va acompanyar-lo a Sud-Africa.
L'any 1906, Mohandas Gandhi, es va decidir a practicar la castedat. Kasturba va decidir romandre al costat del seu marit, encara que no estava d'acord amb algunes de les seves idees. Kasturba era molt religiosa i va destacar-se per la lluita contra les barreres que creen distinció de castes i va viure durant un temps en àixrams.
En el període comprès entre 1904 i 1914, va participar activament en el moviment a la zona de Durban. L'any 1913, va aixecar la veu contra les condicions inhumanes de treball dels indis a Sud-àfrica. Va ser empresonada durant tres mesos i va denunciar també que a la presó els presoners eren obligats a realitzar treballs forçats. El 1915, va acompanyar al seu marit al retorn a l'Índia i va obtenir el suport dels hisendats indis. Allà, ella va ensenyar a les dones i els nens alguns conceptes bàsics com la higiene personal, etc.
Kasturba Gandhi va patir bronquitis crònica durant part de la seva vida. A sobre, el nivell d'estrès provocat durant les detencions del Moviment "Sortiu de l'Índia" va agreujar la seva malaltia. La seva salut va començar a declinar i la situació va empitjorar, quan va ser víctima d'una pneumònia. El seu espòs no estava d'acord amb la seva idea de tractar-se amb penicil·lina com li recomanaven els metges. El 22 de febrer de 1944, va tenir un atac de cor i va morir.